# Wing (Buckinghamshire)
Pour les articles homonymes, voir Wing.
Wing est un village et une paroisse civile du Buckinghamshire, en Angleterre. Il est situé dans l'est du comté, à 7 km au sud-est de la ville de Leighton Buzzard, sur la route A418 (en) qui relie Leighton Buzzard à Thame, dans l'Oxfordshire. Au recensement de 2011, il comptait 2 745 habitants.
Pendant la Seconde Guerre mondiale, la Royal Air Force construit une base à l'ouest du village. La base RAF Wing (en) est active de 1941 à 1956.

## Patrimoine
L'église paroissiale de Wing, dédiée à tous les saints (All Saints' Church), est fondée durant la période anglo-saxonne de l'histoire de l'Angleterre. Le bâtiment conserve des éléments d'architecture anglo-saxonne : la nef remonte au VIIIe siècle et l'abside au IXe siècle. La majeure partie de l'église a été reconstruite au XIVe siècle. Elle constitue un monument classé de Grade I depuis 1966.